# Poa pitardiana
La poa canaria (Poa pitardiana H.Scholz) es una gramínea endémica de Gran Canaria, y una de las pocas especies conocidas de gramíneas endémicas del archipiélago canario. Suele encontrarse en forma de pastizales en las cumbres de Gran Canaria, desde la Cruz de Tejeda, entre los 1500 y 1875 m hasta San Mateo, por debajo de los 1000 m.

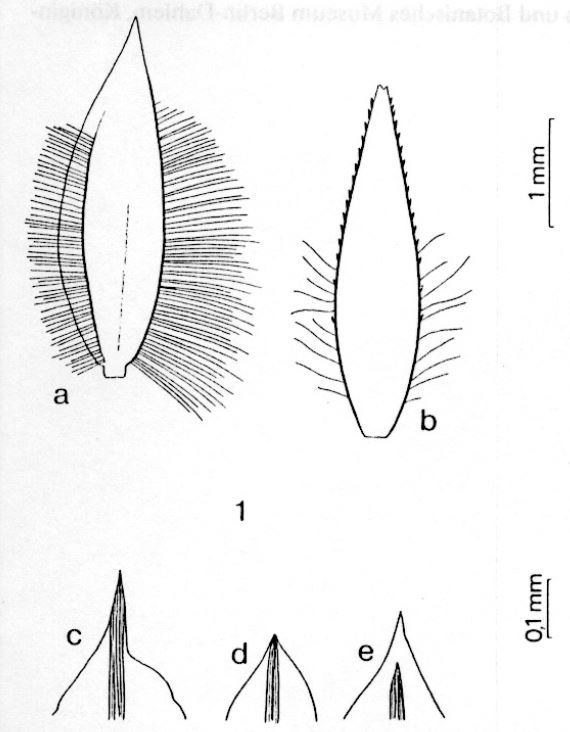
Ilustración de H. Scholz de la poa canaria

## Taxonomía
La poa pitardiana fue descrita por H.Scholz y publicado el 23 de julio de 1983.
Etimología
Poa: nombre genérico derivado del griego poa = (hierba, sobre todo como forraje).

## Localización
Es bastante común encontrarla en las altas montañas de la cumbre de Gran Canaria. Se ha localizado en las zonas de Monte Constantino (o Cruz de Constantino), Cañada de las Arenas (Fontanales), entre los 1520-1450 m, en Lomo del Picacho al sur del barranco Balbuzanos (Moya) entre los 1440-1600 m, al sur de la Cruz de Tejeda, cerca de la carretera del Pozo de Las Nieves (1520 m), en Teneteniguada (1100 m) y en la carretera de Firgas hacia Tejeda (1250 m).

## Nombre común
- Castellano: espiguilla, espiguillas, hierba de punta, pelosa, pluma rizá, poa, poa canaria.